# Leon Britton
Leon James Britton (ur. 16 września 1982 w Merton) – angielski piłkarz występujący na pozycji pomocnika w Swansea City.